# Margaret Murray
Margaret Alice Murray (Calcutta, 13 luglio 1863 – Londra, 13 novembre 1963) è stata un'egittologa e antropologa britannica.
Riconosciuta la sua indubbia competenza come egittologa, Margaret Murray divenne tuttavia celebre come antropologa, dopo aver elaborato un'originale ipotesi sul culto stregonesco in  Europa. La sua ricerca antropologica si incentrò infatti sul folklore europeo, facendole individuare una religione pagana precristiana, che ritenne capace di sopravvivere sottotraccia per secoli dopo l'avvento del cristianesimo come religione di Stato (IV secolo); una religione minoritaria inevitabilmente perseguitata nei secoli successivi come stregoneria da parte del nuovo potere religioso, con particolare violenza repressiva durante il periodo compreso tra la fine del Medioevo e l'inizio del secolo XVIII quale acme della caccia alle streghe. 
La Murray rese nota la sua teoria con due studi: Witch Cult in Western Europe del 1921, di indole accademica e pubblicato in Italia come ''le streghe nell'Europa occidentale'' dalla Garzanti; indi, nel 1933, col più ampio Il dio delle streghe, concepito in chiave divulgativa e che difatti diventò un best seller. La tesi della Murray trovò vasto riconoscimento per oltre trent'anni in Gran Bretagna, ove il milieu culturale nazionale era da tempo già pronto ad accogliere tutto ciò che riguardasse il paganesimo, il ritorno alla natura secondo le venuste tradizioni folkloriche.
La tesi della Murray sulla stregoneria venne di poi smentita negli anni '60, mediante rigorosi studi antropologici. Tuttavia, l'impatto della tesi era stato enorme, sia a livello accademico che sociale, tanto da venir assunta tra i "miti di fondazione" della Wicca e in genere di tutto il contemporaneo neopaganesimo  .

## La tesi deldio cornuto
La tesi della Murray era incentrata sul culto sincretico di un dio cornuto, da lei ritenuto centrale per un culto delle streghe, e che era stato anticipato in precedenza già da Jules Michelet in La sorcière ("La strega", del 1862) ; queste idee furono espanse da Margaret Murray nel suo saggio The Witch-cult in Western Europe (Il culto delle streghe nell'Europa Occidentale, 1921), che avanzò l'ipotesi dell'esistenza di un culto pagano sotterraneo, unico, diffuso in tutti gli strati della società e sopravvissuto all'avvento del cristianesimo. Da allora molti fondamentali aspetti della tesi esposta nel saggio sono stati completamente screditati e l'idea di una resistenza pagana clandestina, altamente organizzata, che persisteva nel periodo pre-moderno, è considerata erronea. Nonostante la diffusa disapprovazione in generale per questa tesi, va però sottolineato che alcune delle intuizioni esposte dalla Murray, sono invece considerate ora corrette da alcuni antropologi e la maggior parte degli storici della stregoneria concordano che a livello locale ed in zone più o meno isolate, moltissime credenze e pratiche derivate dal paganesimo, sopravvissero fino all'età pre-moderna e che il conflitto tra tali credenze e il cristianesimo aiutò ad accelerare l'avvio della caccia alle streghe (assieme ad altre problematiche di tipo sociale e religioso). Per paradosso fu proprio l'opera dell'inquisizione cristiana a raccogliere ed appiattire dentro un unico e fantomatico "culto diabolico stregonesco" tutte le variegate sopravvivenze di origine pagana, che andava perseguitando ed estirpando  .

## Opere
- Saqqara Mastabas (1904)
- Elementary Egyptian Grammar (1905)
- Elementary Coptic Grammar (1911)
- The Witch-Cult in Western Europe (1921)
- Excavations in Malta, vol. 1-3 (1923, 1925, 1929)
- Egyptian Sculpture (1930)
- Egyptian Temples (1931)
- Cambridge Excavations in Minorca, vol. 1-3 (1932, 1934, 1938)
- The God of the Witches (1933) - Traduzione italiana:  Il Dio delle streghe, Casa editrice Astrolabio-Ubaldini, Roma, 1972
- Petra, the rock city of Edom (1939)
- A Street in Petra (1940)
- The Splendour That Was Egypt (1949)
- The Divine King in England (1954)
- The Genesis of Religion (1963)
- My First Hundred Years (1963)